# Sarmapa

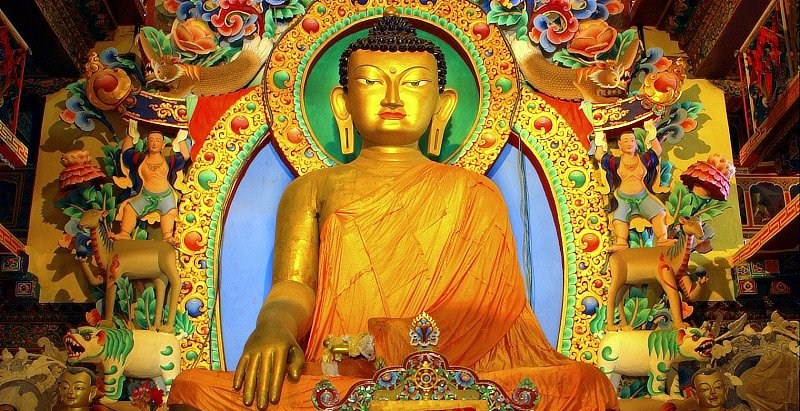
Statue tibétaine, présente dans une Sarmapa

Sarmapa (Du tibétain : གསར་མ, Wylie : gsar ma, « nouvelles écoles », est le nom des écoles du bouddhisme tibétain apparues à partir du XIe siècle, lors de la deuxième diffusion du bouddhisme au Tibet. Il s'agit des écoles Kagyüpa, Sakyapa et Kadampa, cette dernière donnant plus tard naissance à l’école Gelugpa.
L'école Jonang également issue de cette mouvance a disparu au XVIIe siècle, lors de sa fusion forcée avec le Gelugpa par Lobsang Gyatso, 5e dalaï-lama, qui prit le pouvoir religieux sur le Tibet en 1642, sous l'impulsion du mongol qoshot Güshi Khan devenu roi du Tibet, mettant fin à la période Phagmodrupa (1351 — 1642) sur le Tibet central et inaugurant la période dite du Ganden Phodrang (1642 — 1959) sur le Tibet et Qinghai.[réf. nécessaire]